# エミリー・ブロンテ

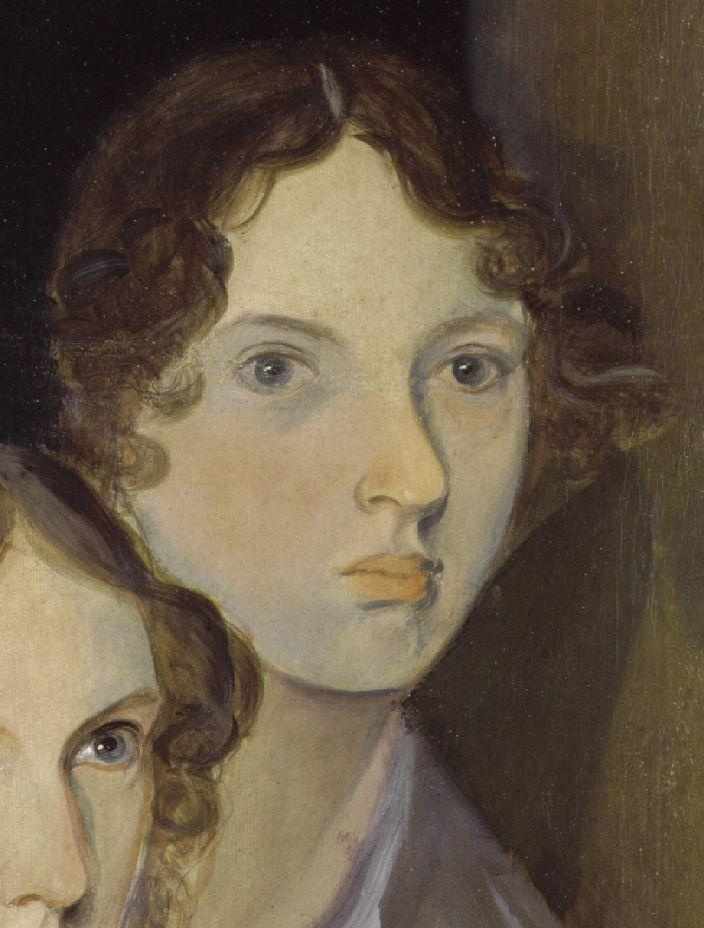
兄のブランウェルが描いたブロンテ姉妹の肖像画の中のエミリー・ブロンテ

エミリー・ジェーン・ブロンテ（Emily Jane Brontë、1818年7月30日 - 1848年12月19日）は、イギリスの小説家。ヨークシャーのソーントンに牧師パトリック・ブロンテの子として生まれた。ブロンテ三姉妹の一人として知られる（実際は兄ブランウェルも著作がある）。エリス・ベルのペンネームで、唯一の長編小説『嵐が丘』（1847年）を出版した。この作品は当初酷評されたが、没後に評価が高まった。

## 生涯
1818年7月30日、イギリスのヨークシャーのソーントンの牧師館に、牧師パトリック・ブロンテとマリア・ブランウェルの間に、マリア、エリザベス、シャーロット、ブランウェルに続く第五子、四女として生まれた。1820年に妹のアンが生まれている。
1820年、一家はハワースに移り住み、翌年母マリアが病没。1824年、姉3人がランカシャーのカウアン・ブリッジ校に入ったため、11月の終わりにエミリーもここに入学した。だがこの学校は低地にあり非常に不衛生で、マリアは翌年5月、肺結核で死亡し、さらに1ヶ月後の6月にはエリザベスもやはり肺結核で後を追うように亡くなる。長女と次女が十歳余で死亡し、エミリーは事実上次女となった。二人の死を受け、シャーロットとエミリーは急遽帰宅することになる。牧師館では家事を任され、一つ年下のアンと協力した。
1826年に父がブランウェルに、所用で出かけたリーズの土産に兵隊などの1ダースのおもちゃを贈り、子供たちは「もの書きゲーム」をして遊ぶようになり、「若者たち」「島の人々」という空想世界（パラコズム）を作り、これがブロンテきょうだいのシェアード・ワールドのファンタジー世界「グラス・タウン」へと発展した。

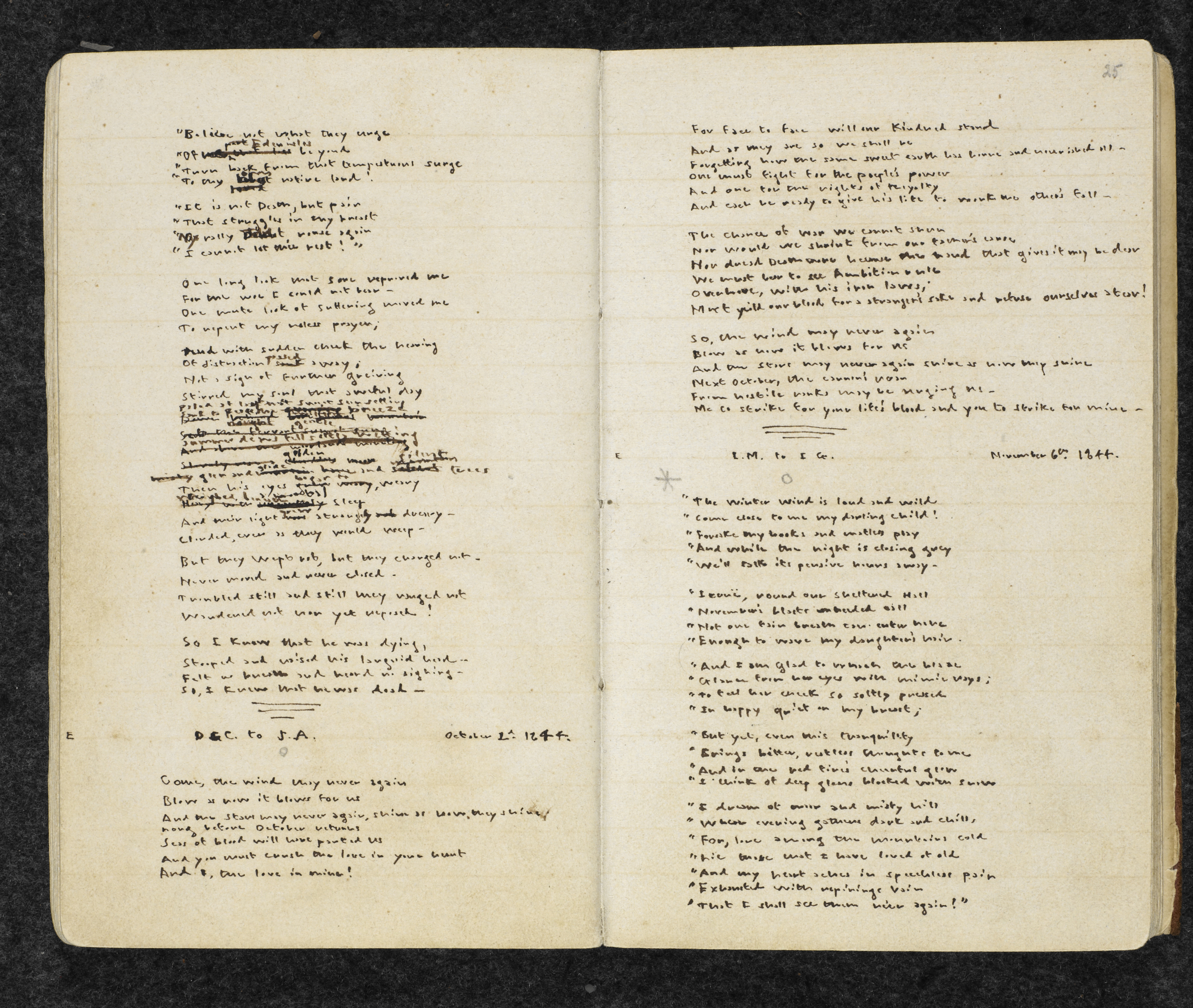
ゴンダルの詩が書かれたエミリーの原稿

1831年よりシャーロットがロウ・ヘッド校で学ぶようになり、エミリーとアンは、シャーロットが帰る度に教えを受けた。
シャーロットが家から出たことで、きょうだいの空想世界は、シャーロットとブラウンウェルの「アングリア」と、エミリーとアンの「ゴンダル」に分裂した（エミリー13歳）。それまできょうだいの遊びのリーダーはシャーロットで、エミリーは姉の影響下を逃れたゴンダルで、自由に自分の世界を展開することができ、主導的に創作活動を進め、想像力に磨きをかけた。ゴンダルは詩と散文から成る物語世界で、二つの島を舞台に、恋愛と戦争の物語を描いた。1836年、17歳で詩を書き始めたと考えられている。
シャーロットが私塾で教師に採用され、エミリーは17歳でそこの生徒となるが、3か月後、アンと入れ替わりにハワースへ帰った。
ブロンテ家にはさほど貯えもなく、きょうだいは自分の生活費を稼ぐ必要があった。当時、知的女性が就ける職業は限られ、教師やガヴァネス（家庭教師）くらいであったが、ガヴァネスの仕事は過酷で、召使い同然の扱いを受けるのが普通であり、きょうだいは四人ともガヴァネスとして辛酸を舐めている。1838年、ハリファクス近郊のローヒルで教師を勤めるが、長時間労働に苦しみ半年でやめる。私塾を開くことを計画し、1842年には、姉のシャーロットと共にベルギーのブリュッセルのエジェ寄宿学校へ留学、半年後シャーロットを残して帰国する。1844年、姉が帰国すると私塾を開こうとしたが、片田舎で生徒が集まらず、失敗に終わった。
その秋に、シャーロットはエミリーの詩稿を発見し、「普通、女性が書く詩とはまったく違っているという深い確信」を持ち、自分とエミリー、アンで詩集を出版しないかと持ち掛けた。エミリーは完全に秘密主義者で、シャーロットと違って詩を出版しようと思っておらず、詩を盗み見され激怒したが、シャーロットの根気強い説得に応じ、しぶしぶ詩の出版に同意し、『カラー、エリス、アクトン・ベルの詩集』（1846年）として自費出版された。エミリーが出版に妥協したのは、ブロンテ家の経済的問題があったことがうかがわれる。当時の女性作家への偏見から、「エリス・ベル」という男性風の筆名を使用して出版した。これはまったく売れずに終わった。同年10月に、アンがゴンダルから手を引いているが、エミリーは生涯ゴンダルの創作を続けた。

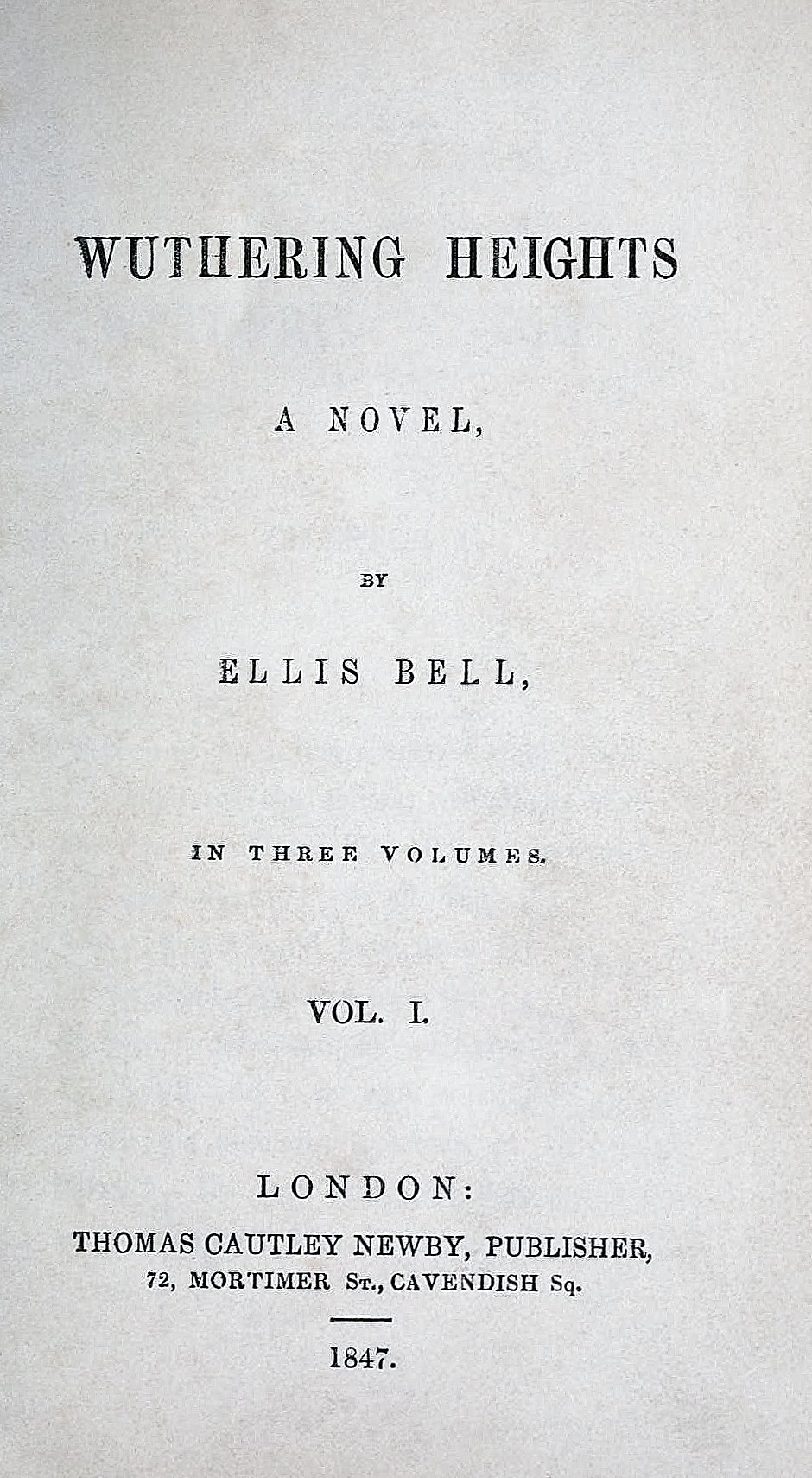
『嵐が丘』初版のタイトルページ

シャーロットの説得を受けて、小説『嵐が丘』を執筆。出版社に引き取ってはもらえたものの、出版には1年ほどかかり、その間は父の看病をしたり詩を書いたりした。1847年、『嵐が丘』はアンの『アグネス・グレイ』とともに1847年に刊行されたが、評価は厳しく、それより姉の『ジェーン・エア』のほうがよく注目された。『嵐が丘』の評価が高まったのは、彼女の没後のことであった。
1848年9月、ブランウェルが過度の飲酒がもとで急死。その葬儀の際に風邪をひき、これがもとで結核を患った。しかし、エミリーは自分が結核であることを認めようとせず、最後まで医者を拒み続け、12月19日に30歳で死去した。墓所はハワースの聖マイケル教会の地下納骨堂。

## 作品
詩
1836年頃から詩を書き始めた。1846年に姉妹とともにペンネームで『カラー、エリス、アクトン・ベルの詩集』出版し、これも全く売れなかったが、現在は後期ロマン派の詩人としても評価が高い。
エミリーがアンとともに書いていた日誌は楽天的な調子だが、詩は対照的に陰鬱なもので、その多くは、大西洋上にある架空の島ゴンダルとガールダインでの政争や恋愛を描いた「ゴンダル物語」に属する詩であることが分かっている。ゴンダルの世界はアンとのシェアード・ワールドだが、創作はエミリーが主導し、アンが付き合う形だったようである。ゴンダル物語の散文小説は現存しておらず、この世界を舞台にした詩が残されている（いわゆる「ゴンダル詩」）。
「ゴンダル詩」以外で有名なものに、「私の魂は怯懦(きょうだ)ではない(No Coward Soul is Mine)」などがある。姉の権威によってシャーロットによる書き直しがあるという。
詩作全体からは、厭世主義から克己主義、そして神に対する確信に至るまでの、魂の軌跡を見ることができる。
- カラー、エリス、アクトン・ベルの詩集（1846年、Poems by Currer, Ellis and Acton Bell）
- 『詩集　ブロンテ全集10』 森松健介ほか訳（みすず書房）- 全12巻（ブロンテ一家の作品を集めた）

小説
- 嵐が丘（1847年、Wuthering Heights）- ※下記以外はリンク先参照
  - 『ブロンテ全集7』 中岡洋・芦澤久江訳（みすず書房）

また若き日に書かれた『ブロンテ姉妹エッセイ全集　ベルジャン・エッセイズ』（彩流社）がある